# Тюмень (Троїцький район)
Тюме́нь (рос. Тюмень) — село у складі Троїцького району Алтайського краю, Росія. Входить до складу Біловської сільської ради.

## Населення
Населення — 241 особа (2010; 274 у 2002).
Національний склад (станом на 2002 рік):
- росіяни — 98 %